# Irish Sign Language

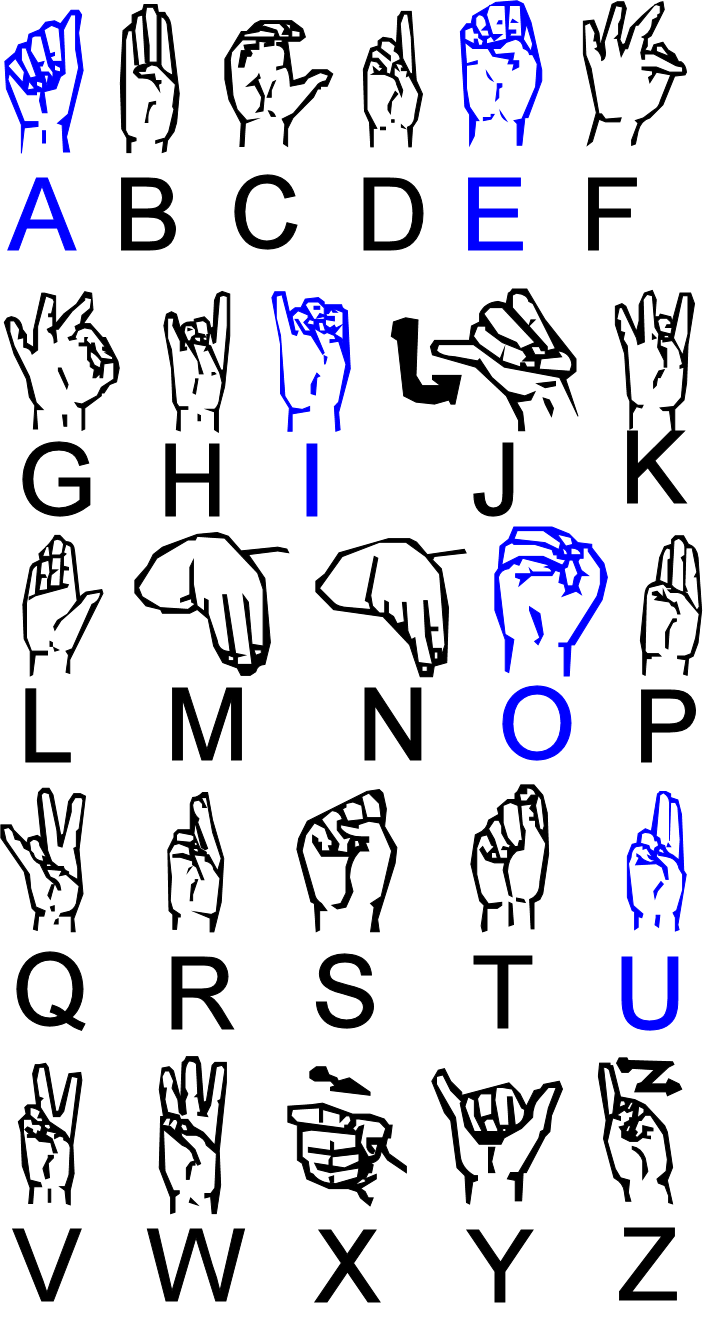
ISL-Fingeralphabet

Die Irish Sign Language (ISL) ist die Gebärdensprache Irlands und wird hauptsächlich in der Republik Irland verwendet. Sie wird neben der British Sign Language (BSL) auch in Nordirland verwendet. Die Irische Gebärdensprache ist enger mit der Langue des signes française (LSF) verwandt als mit BSL, obwohl sie von beiden Sprachen beeinflusst ist. Sie hat die Gebärdensprachen in Australien und Südafrika beeinflusst und hat wenig mit dem gesprochenen Irisch oder Englisch zu tun. Die ISL ist unter den Gebärdensprachen einzigartig, da sie unterschiedliche geschlechtsspezifische Varianten hat, da sie in ganz Irland an verschiedenen Schulen von Männern und Frauen unterrichtet wird.

## Entwicklung
Die frühesten bekannten Hinweise auf Gebärdensprache in Irland stammen aus dem 18. Jahrhundert. Laut Ethnologue ist die Sprache sowohl von der Französischen Gebärdensprache (LSF) und der Britischen Gebärdensprache (BSL) beeinflusst, als auch von signed French und signed English, wobei BSL 1816 in Dublin eingeführt wurde. Die erste Schule für gehörlose Kinder in Irland, die Claremont Institution for the Deaf and Dumb Dublin, wurde 1816 von Dr. Charles Orpen gegründet. Aufnahmeunterlagen aus den Jahren 1816 bis 1822 zufolge beherrschten etwa die Hälfte der aufgenommenen Schüler bereits eine Form der Gebärdensprache. Conama und Leonard vermuten, dass dies auf eine ältere, nicht dokumentierte Form der ISL hindeutet.
Das Claremont Institution war eine protestantische Einrichtung und da Irland Teil des Vereinigten Königreichs war, überrascht es nicht, dass BSL (oder eine auf BSL basierende Version des signed English) zum Lehren und Lernen verwendet wurde (Pollard 2006). Die St. Mary’s School for Deaf Girls schickte zwei Lehrer und zwei Schüler für sechs Monate nach Caen; die Schüler dort lernten wahrscheinlich LSF, was sich wahrscheinlich auf ISL auswirkte, als die Schüler nach Irland zurückkehrten. McDonnell (1979) berichtet, dass die irischen Einrichtungen – katholische und protestantische – den Kindern das Sprechen nicht beibrachten und dass Claremont erst 1887 von einem Wechsel von einem manuellen zu einem mündlichen Ansatz berichtete. An den katholischen Schulen kam es später zur Umstellung auf Oralismus: Die St. Mary's School for Deaf Girls wechselte 1946 zum oralen Unterricht und die St. Joseph's School for Deaf Boys 1956 zum Oralismus, obwohl dies erst 1972 offizielle Staatspolitik wurde. Der Gebrauch der Gebärdensprache wurde stark unterdrückt und die Religion wurde benutzt, um die Sprache weiter zu stigmatisieren (z. B. wurden Kinder dazu angehalten, während der Fastenzeit auf das Gebärden zu verzichten und zur Beichte geschickt, wenn sie beim Gebärden erwischt wurden). Die Tatsache, dass an den katholischen Schulen nach Geschlechtern getrennt wird, führte zur Entwicklung einer geschlechtsspezifischen Variante der irischen Gebärdensprache, die (wenn auch in geringerem Maße) noch heute vorhanden ist.
ISL wurde von katholischen Missionaren nach Australien, Schottland und England gebracht. Reste von ISL sind noch heute in einigen Varianten von BSL sichtbar, besonders in Glasgow, und einige ältere Auslan-Katholiken verwenden ISL auch heute noch. In Südafrika erkannten die Dominikanerinnen, die katholische Schulen gründeten, die Notwendigkeit einer Schule für Gehörlose, waren aber aufgrund begrenzter Ressourcen nicht in der Lage, dies sofort zu tun. Stattdessen schrieben sie an ihr Mutterhaus in Cabra und baten um einen erfahrenen Lehrer für Gehörlose. Eine gehörlose Lehrerin, Bridget Lynne, antwortete. Man geht davon aus, dass Reste der geschlechtsspezifischen und generationsübergreifenden irischen Gebärdensprache noch immer in einigen Dialekten der südafrikanischen Gebärdensprache sichtbar sind, die wahrscheinlich auf Lynne zurückgeführt werden können.

## Gesetzentwurf des Oireachtas
Der Gesetzentwurf zur Anerkennung der irischen Gebärdensprache für die Gehörlosengemeinschaft 2016 hat am 14. Dezember 2017 alle Stufen des Oireachtas (irisches Parlament) durchlaufen und ist unter dem überarbeiteten Titel Irish Sign Language Act 2017. in Kraft getreten. Das Gesetz wurde am 24. Dezember 2017 vom irischen Präsidenten Michael D. Higgins unterzeichnet. Das Gesetz, das am 23. Dezember 2020 in Kraft trat, schreibt vor, dass öffentliche Dienste über ISL verfügbar sein müssen und betont auch die Notwendigkeit eines besseren Zugangs zu Bildung über Gebärdensprache. Vor der Verabschiedung gab es für Gehörlose kein automatisches Recht auf einen ISL-Dolmetscher (außer bei Strafgerichtsverfahren). Für die Gehörlosengemeinschaft bedeutet die Anerkennung der ISL mehr gesetzliche Rechte und einen besseren Zugang zu öffentlichen Diensten – einschließlich Bildung, Gesundheitsversorgung, Medien und Bankwesen.

## Sprachcode
Der ISO 639-3-Code für die Irish Sign Language ist isg; isl ist der Code für Isländisch.